# Ilnur Zakarin
Ilnur Azatovitch Zakarin (en russe Ильнур Закарин), né le 15 septembre 1989 à Naberejnye Tchelny, est un coureur cycliste russe. Il a notamment remporté le Tour de Romandie en 2015 et pris la troisième place du Tour d'Espagne 2017. Il a également remporté une étape du Tour de France 2016 et deux autres sur le Tour d'Italie.

## Biographie
Ilnur Zakarin naît le 15 septembre 1989 à Naberejnye Tchelny,  ville industrielle du Tatarstan, en Russie. Sa mère est ouvrière agricole, son père soudeur. Il a un frère, Aydar, qui sera comme lui cycliste professionnel durant les années 2010. Il commence à s'intéresser au cyclisme et à le pratiquer après une visite scolaire dans un club. Musulman non pratiquant, il porte un pendentif croissant de lune, va à la mosquée à l'occasion pendant l'année et écoute la musique de Tatari pour lui rappeler la maison. Il est également un amateur de livres.

### Début de carrière et suspension

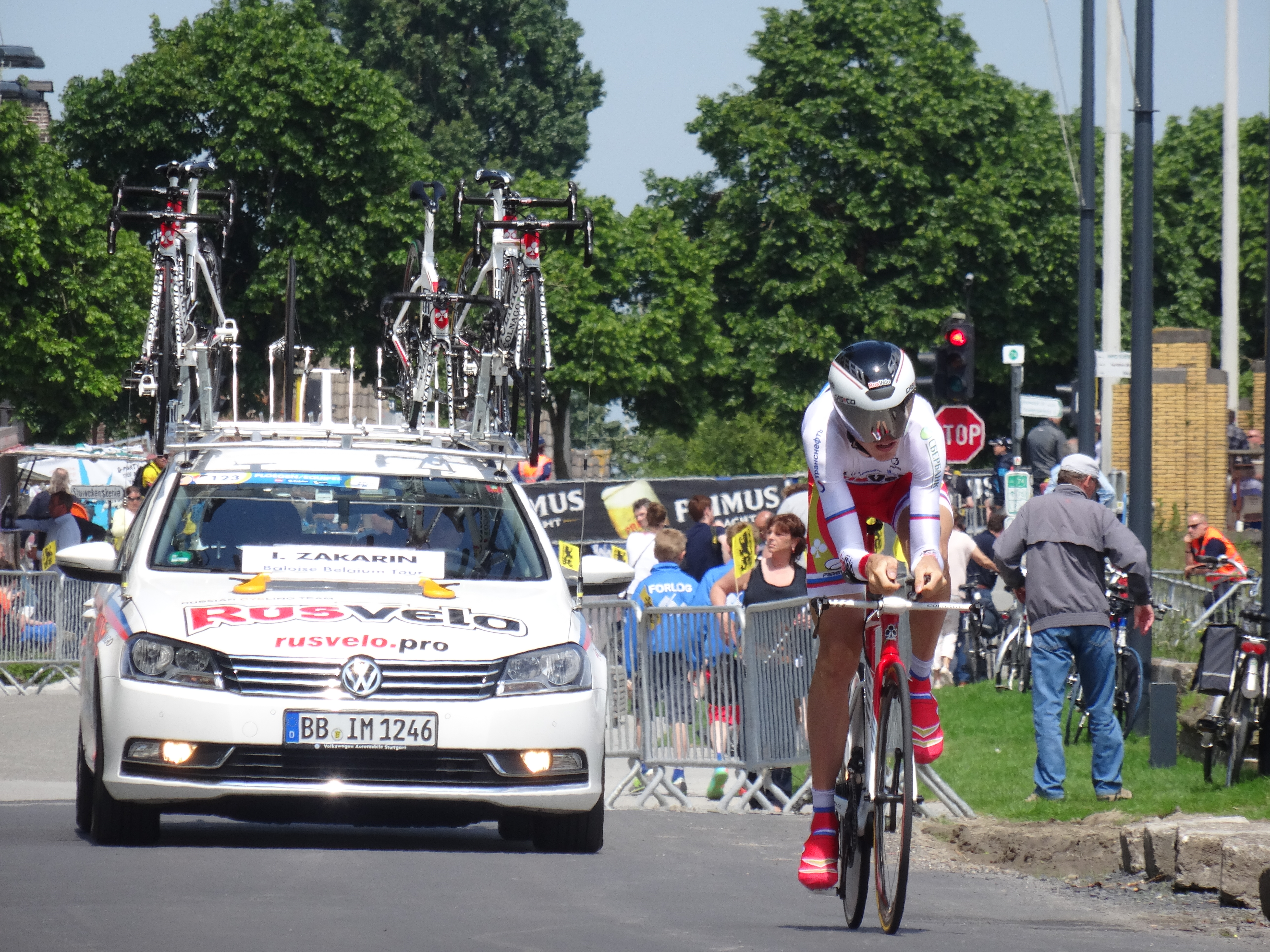
Ilnur Zakarin lors du Tour de Belgique 2014.

En catégorie junior, il commence à disputer des compétitions au niveau national. En 2007, à 17 ans, Ilnur Zakarin est champion d'Europe du contre-la-montre juniors, en devançant Michał Kwiatkowski,. En juillet 2009, il est contrôlé positif à un stéroïde anabolisant (le méthandrosténolone) et est suspendu deux ans par la fédération russe de cyclisme.
De nouveau autorisé à courir, il intègre en 2012 l'équipe continentale Itera-Katusha. Avec elle, il gagne en avril le Grand Prix de Donetsk et le Grand Prix d'Adyguée. Vainqueur d'une étape du Girobio, il en occupe la première place du classement général pendant trois jours et termine neuvième. En juillet, il gagne le contre-la-montre du Tour Alsace et prend la quatrième place du classement général. En août, il devient stagiaire au sein de l'équipe Katusha. Avec cette équipe, il se classe treizième du Tour du Poitou-Charentes. Avec ses coéquipiers d'Itera-Katusha, il prend la 19e place du nouveau championnat du monde du contre-la-montre par équipes de marque. 
À l'issue de la saison 2012, Katusha ne lui propose pas de contrat. Il signe deux ans avec l'équipe continentale professionnelle RusVelo. En avril, il gagne la première étape du Grand Prix d'Adyguée, un contre-la-montre, et termine troisième du classement général. En juin, il devient champion de Russie du contre-la-montre, devançant Vladimir Gusev de 30 secondes. En fin de saison, avec ce dernier, il représente la Russie au championnat du monde du contre-la-montre, à Florence. Il se classe quarantième, à plus de cinq minutes et demie du vainqueur Tony Martin.
En septembre 2014, Katusha annonce avoir fait signer Ilnur Zakarin pour une durée de deux ans à partir de 2015.

### Katusha: 2015-2019

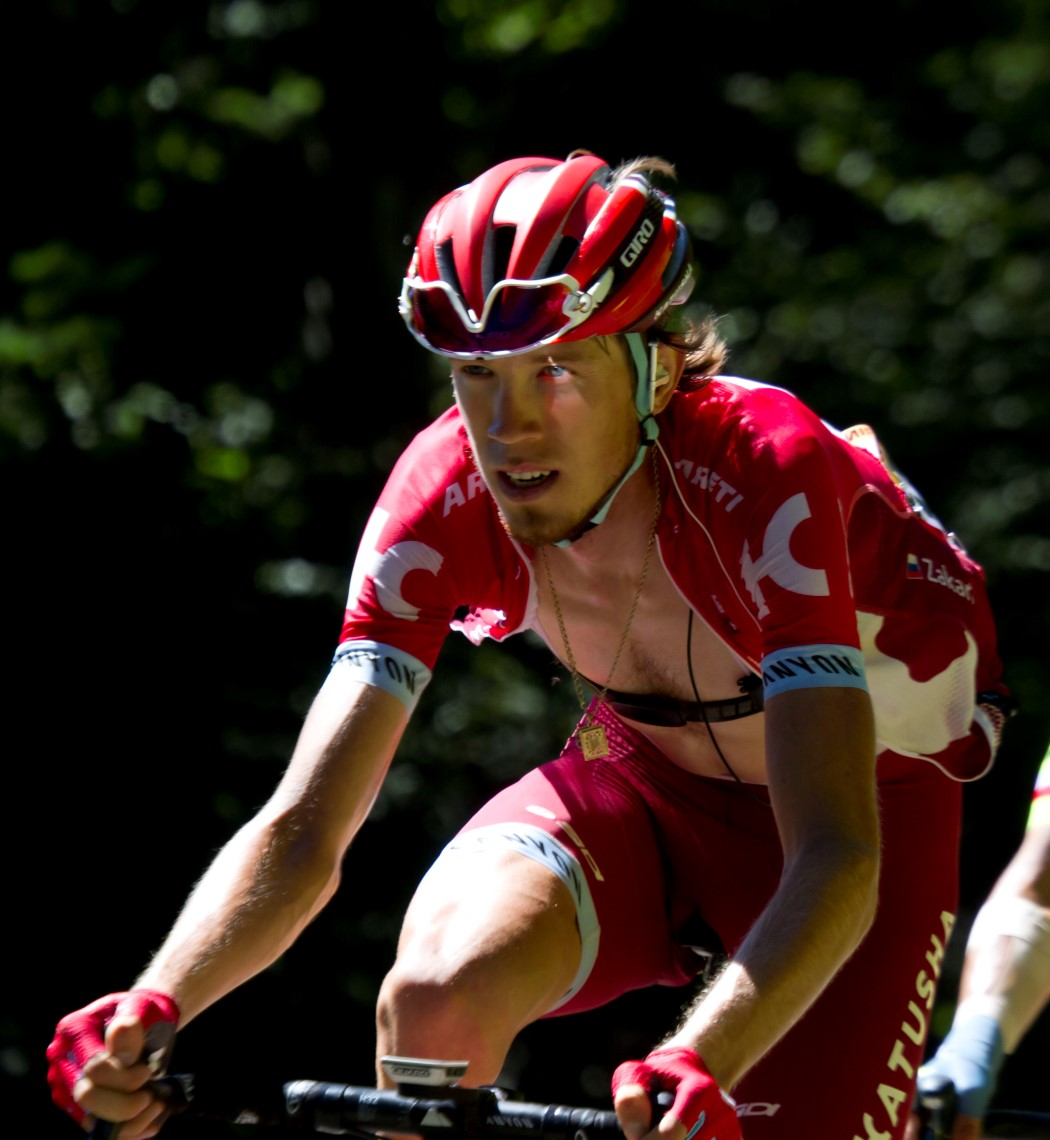
Ilnur Zakarin durant le Tour de France 2016.

Il commence sa saison 2015 sur le Tour de San Luis où il se classe cinquième du contre-la-montre et dixième du général. Il se révèle sur le Tour du Pays basque, où il dispute sa première course World Tour. Il termine troisième du sprint massif de la première étape, puis parvient à suivre les meilleurs grimpeurs lors des étapes suivantes et réalise un bon contre-la-montre lors de l'étape finale. Il prend la neuvième place finale pour sa première course à ce niveau. Le 3 mai 2015, il remporte sa première grande victoire : le Tour de Romandie. Il réalise cette performance grâce à une bonne performance lors de l'étape reine de la course - où il termine deuxième derrière Thibaut Pinot - et lors du contre-la-montre de la dernière étape - où il se classe troisième - malgré un changement de vélo durant la course en raison d'un problème mécanique. Il devance au classement général son coéquipier chez Katusha Simon Špilak et le Britannique Christopher Froome. Il participe ensuite à son premier grand tour, le Tour d'Italie. Lors de la onzième étape, il s'impose en solitaire. Lors de la vingtième étape, il est échappé dans l'ascension de col du Finestre. Il est repris au sommet par Mikel Landa, révélation de ce Giro, puis lâché dans l'ascension finale, épuisé. Il finit 44e au classement général. En août, il est 4e du Tour de Pologne et 3e de l'Arctic Race of Norway. En fin de saison il prolonge son contrat avec Katusha.
En 2016, il réalise une première partie de saisons prometteuse avec comme objectif le Tour d'Italie en mai. Il est quatrième du général de Paris-Nice, où il remporte l'étape au sommet de la Madone d'Utelle devant Geraint Thomas (Team Sky) et Alberto Contador (Tinkoff). Il se classe ensuite septième du Tour de Catalogne et cinquième de Liège-Bastogne-Liège. Lors du Tour de Romandie, il est le seul à pouvoir suivre Nairo Quintana lors de l'arrivée à Morgins lors de la 2e étape. Il devance même le coureur colombien sur la ligne mais est déclassé pour l'avoir gêné au sprint. Il termine néanmoins quatrième du général. Sur le Giro 2016, la déception est plus grande puisqu'il est contraint à l'abandon lors de la 19e étape à cause d'une fracture de la clavicule faisant suite à une chute dans la descente du col Agnel alors qu'il était 5e au classement général. Il reporte ses ambitions sur le du Tour de France, où il remporte la 17e étape en lâchant ses compagnons d'échappée dans l'ascension finale au lac d'Emosson. Sélectionné pour disputer la course en ligne et le contre-la-montre aux Jeux olympiques de Rio de Janeiro, il est finalement interdit de départ en raison de son contrôle positif en 2009,. En fin d'année 2016, il est classé 13e du classement World Tour et 36e du Classement mondial UCI.

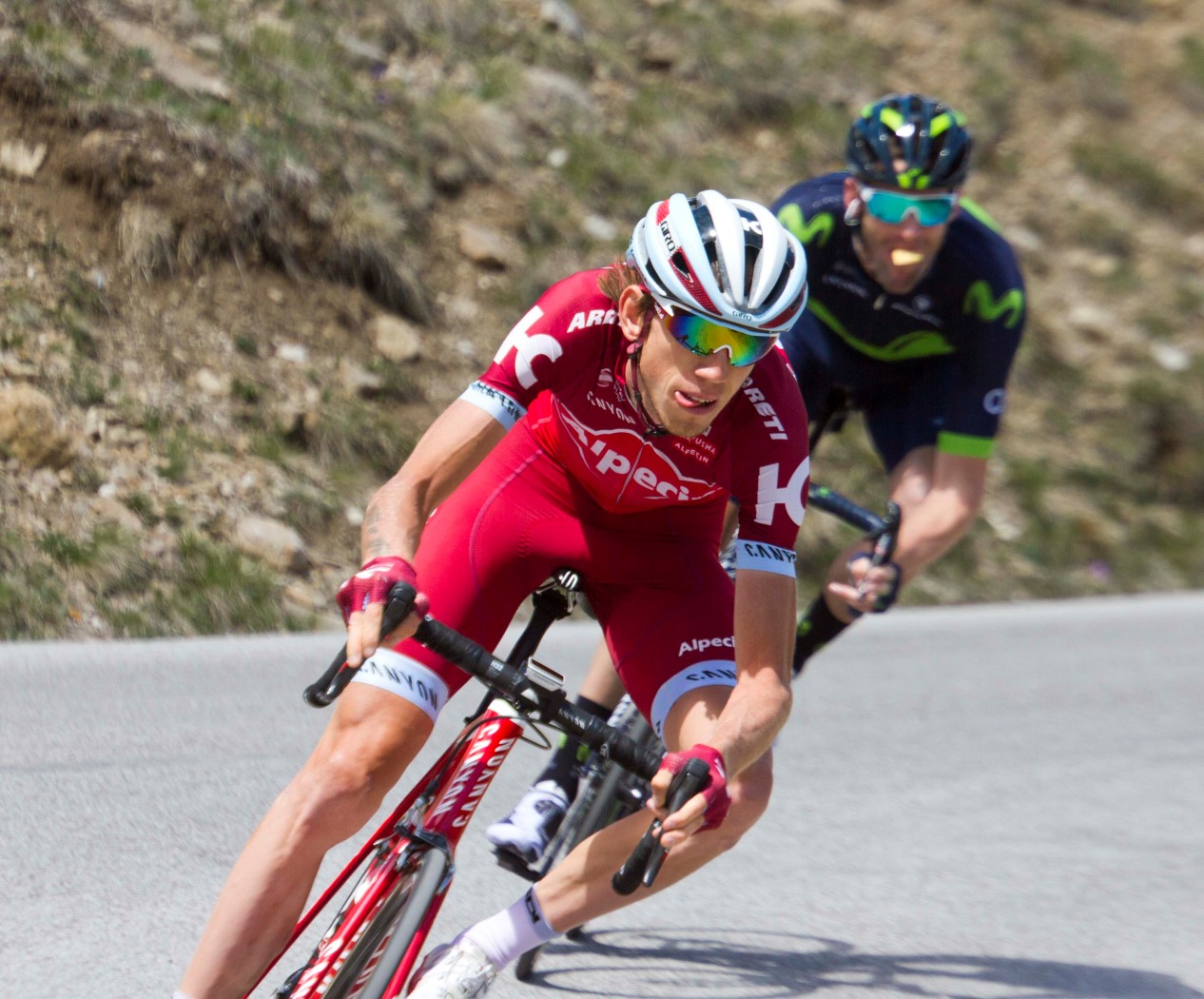
Ilnur Zakarin durant le Tour d'Italie 2017.

Le principal objectif de Zakarin en 2017 est le Tour d'Italie. Le Tour de France n'est en revanche pas dans son programme de course. Il est deuxième du Tour d'Abou Dabi et de Paris-Nice en début de saison. Fin mars, il doit abandonner le Tour de Catalogne, souffrant aux côtes à la suite d'une chute. Au printemps, il finit cinquième du Tour d'Italie. Champion de Russie du contre-la-montre en juin, il voit le contrat le liant à Katusha-Alpecin prolongé jusqu'à 2019. En août, il prend le départ du Tour d'Espagne avec l'ambition d'y faire mieux qu'au Giro. Cinquante-septième du classement général à l'issue du contre-la-montre par équipe inaugural, il améliore sa position au fil des jours, jusqu'à la troisième place après deux semaines de course et l'étape arrivant à la Sierra Nevada, où il est deuxième. Durant la dernière semaine, il lutte pour sa place sur le podium avec Wilco Kelderman, qui passe devant lui en contre-la-montre. L'avant-dernière étape, à l'Alto de l'Angliru est décisive. Arrivant avec 36 secondes d'avance sur Kelderman et n'en concédant que 35 au vainqueur du jour Alberto Contador, Zakarin s'assure la troisième place du classement général, son premier podium sur un grand tour,,.
Fort de ses résultats sur le Giro et la Vuelta, Ilnur Zakarin fait du podium du Tour de France son objectif en 2018. Après un début de saison discret, il prend la dixième place du Critérium du Dauphiné. Au Tour de France, il est leader de Katusha-Alpecin qui aligne également le sprinter Marcel Kittel. Une chute lors de la quatrième étape à cinq kilomètres de l'arrivée lui fait perdre une minute. Dans les Alpes, il participe à une échappée lors de la 12e étape. Il est cependant repris dans la montée de l'Alpe d'Huez et termine à plus de quatre minutes du vainqueur Geraint Thomas. Il obtient de meilleurs résultats dans les Pyrénées : dixième au col du Portet et à Laruns, il prend la septième place de l'avant-dernière étape, disputée contre la montre, et termine neuvième de ce Tour. 
L'équipe Katusha disparaît à l'issue de la saison 2019.

### 2020: une année à oublier chez CCC
Il décide de rejoindre l'équipe CCC pour la saison 2020, où il est annoncé comme leader pour jouer les victoires d'étapes en haute montagne. Lors du Tour de France, il est à l'attaque sur la huitième étape, la première tracée dans les Pyrénéens mais est lâché dans la descente finale par Nans Peters et doit se contenter de la deuxième place. Lors de la 11e étape, il chute et se fracture une côte, ce qui l'oblige à abandonner le lendemain. Son Giro est également décevant, il se contente d'une quatrième place lors de la 18e étape. En difficultés financières, l'équipe CCC s'arrête à l'issue de la saison.

### 2021-2022: chez Gazprom
En 2021, il est avec l'équipe russe de deuxième division Gazprom-RusVelo. Ilnur Zakarin annonce le 3 janvier 2022 qu'il mettra un terme à sa carrière à la fin de la saison 2022.

## Palmarès

### Par année
| - 2007 - Champion d'Europe du contre-la-montre juniors - 2009 - 5e étape du Kuban Federation Cycle Challenge - 2011 - 9e étape du Friendship People North-Caucasus Stage Race - 3e du Friendship People North-Caucasus Stage Race - 2012 - Grand Prix de Donetsk - Grand Prix d'Adyguée : - Classement général - 2e et 4e étapes - 5e étape du Girobio - 4eb étape du Tour Alsace - 2013 - Champion de Russie du contre-la-montre - 1re étape du Grand Prix d'Adyguée (contre-la-montre) - 3e du Grand Prix d'Adyguée - 2014 - Classement général du Grand Prix de Sotchi - Grand Prix d'Adyguée : - Classement général - 1re étape (contre-la-montre) - Classement général du Tour d'Azerbaïdjan - 2e du Tour de Slovénie - 3e du Grand Prix Bruno Beghelli - 2015 - Classement général du Tour de Romandie - 11e étape du Tour d'Italie - 3e de l'Arctic Race of Norway - 4e du Tour de Pologne - 9e du Tour du Pays basque | - 2016 - 6e étape de Paris-Nice - 17e étape du Tour de France - 3e du Tour de Murcie - 4e de Paris-Nice - 4e du Tour de Romandie - 5e de Liège-Bastogne-Liège - 7e du Tour de Catalogne - 2017 - Champion de Russie du contre-la-montre - 2e du Tour d'Abou Dabi - 3e du Tour d'Espagne - 5e du Tour d'Italie - 6e de Paris-Nice - 2018 - 9e du Tour de France - 10e du Critérium du Dauphiné - 2019 - 13e étape du Tour d'Italie - 8e du Tour de Romandie - 10e de Paris-Nice - 10e du Tour d'Italie - 2020 - 7e du Tour des Émirats arabes unis - 2021 - 2e du championnat de Russie sur route |  |

### Résultats sur les grands tours

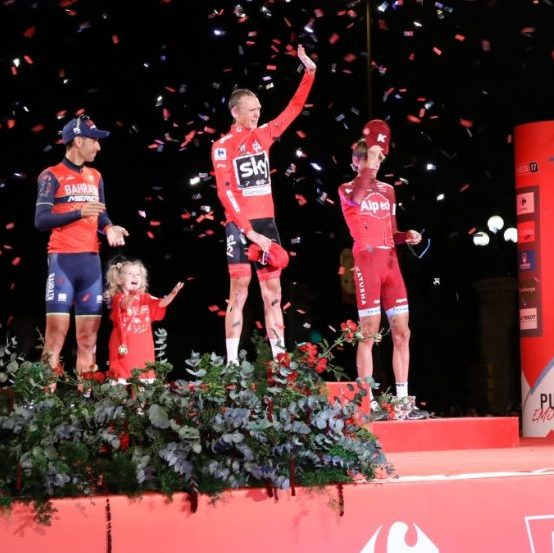
Ilnur Zakarin, à droite, sur le podium du Tour d'Espagne 2017.

#### Tour de France
4 participations
- 2016 : 25e, vainqueur de la 17e étape
- 2018 : 9e
- 2019 : 51e
- 2020 : abandon (12e étape)

#### Tour d'Italie
5 participations
- 2015 : 44e, vainqueur de la 11e étape
- 2016 : abandon (19e étape)
- 2017 : 5e
- 2019 : 10e, vainqueur de la 13e étape
- 2020 : 22e

#### Tour d'Espagne
2 participations
- 2017 : 3e
- 2018 : 20e

### Classements mondiaux
| Année           | 2012 | 2013 | 2014 | 2015 | 2016 | 2017 |
| --------------- | ---- | ---- | ---- | ---- | ---- | ---- |
| UCI World Tour  |      |      |      | 27e  | 13e  | 15e  |
| UCI Europe Tour | 62e  | 202e | 9e   |      | 387e | 843e |